# حمض البيفاليك
حمض البيفاليك هو حمض كربوكسيلي يمتلك الصيغة الجزيئية (CH3)3CCO2H، ويمتاز برائحة عطرة وهو مركب عضوي عديم اللون وصلب في درجة حرارة الغرفة.

## التحضير

### الطريقة الصناعية
يحضر حمض البيفاليك بواسطة إضافة مجموعة الهايدروكاربوكسيل إلى الآيزوبيوتين فيما يدعى بتفاعل كوش:
(CH3)2C=CH2 + CO + H2O → (CH3)3CCO2H
يتطلب هذا التفاعل وجود حفاز حامضي مثل فلوريد الهيدروجين. ويمكن لكحول البيوتيل الرابعي وكحول الآيزوبيوتيل أن يحلا محل الآيزوبيوتين. ويتم إنتاج عدة ملايين من الكيلوغرامات سنوياً حول العالم من هذا الحمض. يمكن الحصول على حمض البيفاليك بطريقة اقتصادية وذلك لكونه ناتجاً عرضياً في تفاعلات إنتاج البنسيلينات شبه الصناعية مثل الأمبيسيلين والأموكسيسيلين.

### الطرق المختبرية
حُضّر حمض البيفاليك عن طريق أكسدة البيناكولون مع حمض الكروميك، وعن طريق التحلل المائي لبيوتيل السيانيد الرابعي. أما أفضل الطرق المتبع مختبريًا في تحضير هذا الحمض تتمثل في استخدام كلوريد البيوتيل الرابعي، وعن طريق كربنة كاشف غرينيار، وأكسدة البيناكولون.

## الاستخدامات
عادة ما تكون إسترات حمض البيفاليك مقاومة للتحلل المائي، وتبرز بعض استخدامات هذا الحمض كنتيجة لهذه الاستقرارية الحرارية. فالبوليمرات المشتقة من إسترات البيفاليت المحضر من كحول الفينيل هي طلائات ورنيشية ذات انعاكسية عالية.
مجموعة البيفالويل (piv أو pv اختصارًا) هي مجموعة حماية للكحولات في مجال التخليق العضوي، ويستخدم حمض البيفاليك في بعض الأحيان كمقياس للإزاحة الكيميائية الداخلية للـ NMR في المحاليل المائية. وعلى الرغم من استخدام الـ DDS لهذا الغرض، إلا أن القمم الصغيرة الناتجة من البروتونات في مجاميع الميثيلين الجسرية الثلاثة في الـ DDS تسبب المشاكل في بعض الأحيان. في طيف 1H NMR وتحت درجة حرارة 25 مئوية وفي pH متعادل، يعطي حمض البيفاليك إشارة أحادية عند 1.08 ppm.

## السلامة
كما هو الحال مع معظم الأحماض الكربوكسيلية فإن حمض البيفاليك له تأثير مهيّج طفيف على الجلد وله سمّية ضئيلة (LD50 الفموي = 900 ملغم لكل كلغم عند الفئران).